# 堀口町 (太田市)
堀口町（ほりぐちちょう）は、群馬県太田市にある地名（町丁）。郵便番号は370-0414。

## 概要
尾島地区にある町丁。

## 地理
南部に利根川が流れており、埼玉県と接している。

### 近隣町丁
- 亀岡町
- 前島町
- 二ツ小屋町
- 前小屋町
- 押切町
- 岩松町
- 阿久津町
- 太子町
- すずかけ町

## 世帯数と人口
2022年（令和4年）3月31日現在の世帯数と人口は以下の通りである。
| 町丁   | 世帯数  | 人口  |
| ------ | ------- | ----- |
| 堀口町 | 330世帯 | 823人 |

## 交通

### 鉄道
町内に鉄道は通っていない。

### 道路
- 埼玉県道・群馬県道276号新堀尾島線

## 施設
- おじま第三保育園
- 浄蔵時